# George Washington Wright
George Washington Wright (* 4. Juni 1816 in Concord, Massachusetts; † 7. April 1885 in Dorchester, Massachusetts) war ein US-amerikanischer Politiker. In den Jahren 1850 und 1851 vertrat er den Bundesstaat Kalifornien im US-Repräsentantenhaus.

## Werdegang
George Wright besuchte die öffentlichen Schulen seiner Heimat und arbeitete danach für die Zeitung „Boston Courier“. Später wurde er in Boston im Handel tätig. Im Jahr 1849 zog er während des Goldrauschs nach Kalifornien, wo er in San Francisco erneut im Handel arbeitete. Außerdem engagierte er sich im Bankgewerbe und im Minengeschäft. Wright war einer der Gründer des Bankhauses Palmer, Cook & Co. in San Francisco.
Nach dem Beitritt Kaliforniens zur Union wurde Wright als unabhängiger Kandidat bei den staatsweit ausgetragenen Wahlen für den ersten Sitz des Staates Kalifornien in das US-Repräsentantenhaus in Washington, D.C. gewählt, wo er am 11. September 1850 sein neues Mandat antrat. Da er eine weitere Kandidatur ablehnte, konnte er bis zum 3. März 1851 nur die laufende Legislaturperioden im Kongress beenden. Diese Zeit war von den Diskussionen um die Frage der Sklaverei bestimmt.
Nach dem Ende seiner Zeit im US-Repräsentantenhaus zog Wright ganz in die Bundeshauptstadt Washington, wo er als Anwalt für die Choctaw-Indianer auftrat. Damals wurde er Mitglied der 1854 gegründeten Republikanischen Partei. Außerdem befasste er sich mit wissenschaftlichen Arbeiten. Im Jahr 1880 zog sich George Wright in den Ruhestand zurück, den er in Dorchester verbrachte. Dort ist er am 7. April 1885 auch verstorben.